# Onesia niuginii
Onesia niuginii är en tvåvingeart som beskrevs av Hiromu Kurahashi 1987. Onesia niuginii ingår i släktet Onesia och familjen spyflugor. Inga underarter finns listade i Catalogue of Life.